# 23 Талија
23 Талија (лат. 23 Thalia) је астероид главног астероидног појаса са пречником од приближно 107,53 km.
Афел астероида је на удаљености од 3,241 астрономских јединица (АЈ) од Сунца, а перихел на 2,011 АЈ.
Ексцентрицитет орбите износи 0,234, инклинација (нагиб) орбите у односу на раван еклиптике 10,112 степени, а орбитални период износи 1554,649 дана (4,256 године).
Апсолутна магнитуда астероида је 6,95 а геометријски албедо 0,253.
Астероид је откривен 15. децембра 1852. године.